# Villa Bruzual
Villa Bruzual é uma cidade venezuelana, capital do município de Turén.